# Браувер, Ваутер
Ваутер Браувер (нидерл. Wouter Brouwer, 10 августа 1882 — 4 мая 1961) — нидерландский фехтовальщик, чемпион мира.

## Биография
Родился в 1882 году в Амстердаме. В 1920 году принял участие в Олимпийских играх в Антверпене, но медалей не завоевал. В 1923 году стал победителем в личном первенстве на шпагах на международном чемпионате (в 1937 году этот чемпионат был задним числом признан чемпионатом мира). В 1924 году принял участие в Олимпийских играх в Париже, но медалей не добился. В 1928 году принял участие в Олимпийских играх в Амстердаме, но и там остался без наград.